# Felipe Carballo
Felipe Ignacio Carballo Ares (ur. 4 października 1996 w Montevideo) – urugwajski piłkarz pochodzenia włoskiego występujący na pozycji środkowego pomocnika, reprezentant Urugwaju, od 2023 roku zawodnik brazylijskiego Grêmio.